# 香港中文大學（深圳）理工學院
香港中文大學（深圳）理工學院（英語：School of Sicence and Engineering, The Chinese University of Hong Kong, Shenzhen，简称SSE），成立于2015年，为香港中文大學（深圳）的三所初创学院之一。截至2024年，理工学院已开设7个本科专业、6个授课型硕士和7个研究型硕士、博士项目。

## 历史沿革
香港中文大学（深圳）理工学院成立于2015年，并于同年启动招生。

## 历任院长
- 蔡小强 教授（2015年 - 2017年）[4][5][6]
- 陈长汶 教授（2017年 - 2020年）[7][8]
- 唐本忠 教授（2021年 - ）